# Arctopsyche irrorata
Arctopsyche irrorata is een schietmot uit de familie Hydropsychidae. De wetenschappelijke naam is gepubliceerd in 1905 door Nathan Banks.
De soort komt voor in het Nearctisch gebied. De specimens die Banks beschreef waren verzameld door William Beutenmüller tijdens een van zijn expedities naar de Black Mountains van North Carolina in 1903 of 1904.